# Hôtel Marquet de Bourgade
L’hôtel Marquet de Bourgade ou hôtel Beaudet de Morlet est un ancien hôtel particulier situé au no 2, place Vendôme, dans le 1er arrondissement de Paris.
L’hôtel est construit en 1714, pour le directeur des pépinières du roi Louis XIV, Noël Beaudet de Morlet, par l’architecte Robert de Cotte. Il est acquis en 1728, par le fermier général Maurice Marquet de Bourgade et appartient notamment, au cours du XIXe siècle, à la famille Mortier de Trévise.
Il appartient aujourd’hui au groupe LVMH, qui y installe deux de ses marques, Louis Vuitton et Guerlain.

## Situation
L’hôtel est situé au sud de la place, à l’angle avec la rue Saint-Honoré, dont il occupe également le no 356. Il est mitoyen de l’hôtel Heuzé de Vologer au no 4.

## Historique
Sur un terrain acquis initialement par le financier Alexandre Lhuillier, l’hôtel est construit en 1714, par l’architecte Robert de Cotte, pour Noël Beaudet de Morlet, huissier ordinaire de la chambre du roi et directeur des pépinières de Louis XIV. Il est cédé après son décès au fermier général Maurice Marquet de Bourgade, puis passe ensuite à son fils, Louis Marquet de Mont-Saint-Père, qui le cède à son neveu, Maurice-Alexandre Marquet des Grèves. 
En 1788, ce dernier le vend à Maurice-Jean Raguideau de La Fosse, avocat au conseil du roi. Lequel, également notaire, rédige l’acte de mariage de Napoléon Bonaparte et de Joséphine de Beauharnais et devient notaire officiel de l’empereur. 
En 1793, Me Raguideau, bien que restant locataire, vend l’hôtel au vicomte Charles-Gilbert Morel de Vindé. 
De 1796 à 1809, Louis-Antoine de Bougainville y loue un appartement, avant d’aller s’installer dans un autre appartement, rue du Helder. 
En 1808, le rez-de-chaussée accueille une pharmacie fondée par E.Gallois, qui reste en activité jusqu’au début du XXe siècle. 
En 1816, le vicomte, vend l’hôtel à la famille Chéronnet, puis, par alliance, passe à la famille Dufour, laquelle le revend en 1862, au marquis Jean-François Hippolyte Mortier de Trévise, qui en conserve la propriété jusqu’à son décès survenu le 30 janvier 1892. Sa fille, Marie-Léonie en hérite et le possède jusqu’à sa propre disparition en septembre 1939. 
En 1935, l’hôtel accueille la boutique Guerlain, décorée par les artistes Alberto et Diego Giacometti, mais aussi par Jean-Michel Franck. 
L’hôtel accueille de grandes maisons de modes et de joaillerie depuis le début du XXe siècle, comme : Guerlain, Gaucherand, Sœber, mais aussi le célèbre marchant d'art, Dikran Kélékian qui y installe sa boutique parisienne. 
Dans les années 1980, les propriétaires de l’époque, défigure profondément l’hôtel, dont les intérieurs sont quasiment entièrement démolis, notamment l’escalier d’origine, afin de le transformer en immeuble de bureaux. 
Il est, depuis 2011, la propriété du groupe LVMH, qui le fait entièrement restaurer avec l’hôtel Heuzé de Vologer, entre 2013 et 2017, par l’architecte Peter Marino, afin de le redonner son éclat du XVIIIe siècle. Il est actuellement l’écrin de deux des marques du groupe, les maisons Louis Vuitton et Guerlain. 

## Protection
L’hôtel est classé partiellement aux monuments historiques, pour ses façades et toitures, par arrêté du 3 avril 1933.